# Platymya blondeli
Platymya blondeli là một loài ruồi trong họ Tachinidae.